# Damaeus olitor
Damaeus olitor är en kvalsterart som först beskrevs av Arthur P. Jacot 1937.  Damaeus olitor ingår i släktet Damaeus och familjen Damaeidae. Inga underarter finns listade i Catalogue of Life.